# Esencialismus
Esencialismus (z latinského essentia = bytnost, podstata) (dříve označovaný jako estetický objektivismus.[1]) je myšlenkový směr, podle něhož je každá věc chápána jako svá a jedinečná. Má svou esenci, která ji odlišuje od všech ostatních věcí. Jedná se o pohled na svět, kdy pro každou věc je zde soubor předpokladů, jež jsou nezbytné pro jeho identitu a funkci ve světě. Je to filozofické učení, které vychází z názoru, že esence – bytnost předchází samotné existenci – bytí.
Esencialismus hledá základní vnitřní rysy věci tak, jaká je sama o sobě. Zatímco tradiční metafyzika je esencialistická (hledá podstatu věcí), o postmoderním myšlení můžeme říct, že je antiesencialistické (zkoumá a popisuje, jak se věci chovají, není možné nalézt takovou definici, která by dokázala vystihnout esenci daného předmětu).

## Historie
S první myšlenkou esencialismu přišel ve starověkém Řecku myslitel Platón. Platonův idealismus je první teorií o tom, že všechny myšlenky a principy mají jistou esenciální realitu (Idea nebo Forma), esenci, která dělá danou věc jedinečnou. Tuto myšlenku rozvinul jeho žák Aristotelés. Podle něj každá věc má svůj význam a způsob provedení. Zakládá se na Platónově identifikaci „pravého bytí“ s idejemi (esencemi), jež jsou podle něj skutečnější než jednotlivé věci. Pozdější esencialisté rozvíjející Platónovo myšlení (Tomáš Akvinský, Baruch Spinoza) tvrdili, že každý objekt vědeckého zkoumání je tím, čím je jeho esence – podstata. Francouzští existencialisté 20. století J.P.Sartre a A.Camus přišli s kritikou esencialismu, která spočívala v tom, že esencialismus omezuje lidskou zodpovědnost za vlastní jednání a nastoluje víru v samovolné naplňování osudu. Britský filozof a kritický racionalista rakouského původu Karl Popper rozdělil pojem realismus na esencialismus a realismus. Esencialismus používá jako opak nominalismu, který zastupuje myšlenku, že existuje jen jednotlivé, protože s jednotlivým lze vytvořit přímou zkušenost. Realismus jako opak idealismu, který připisuje idejím samostatné bytí. Sám sebe považoval za realistu. Karl Popper esencialismu vyčítá, že nese vinu na tom, že sociální vědy zaostávají za vědami přírodními, protože jsou méně empirické a experimentální, k dokázání svých tvrzení používají spíše definice.

## Metodologický esencialismus
Jedná se o teorii, podle níž je cílem vědy odhalovat esence a popisovat je pomocí definicí. Snaží se zjistit, co věc skutečně je a definovat její přirozenost. Metodologický esencialismus si klade otázky jako „Co je energie?“, „Co je pohyb?“.
Jejím protikladem je metodologický nominalismus, který chce naopak zjistit a popsat, jak se věc za různých okolností chová a jestli se v jejím chování objevuje pravidelnost. Na rozdíl od metodologického esencialismu si klade otázky typu „Jak využít solární energii?“, „Jak se pohybuje auto?“.

## Etický esencialismus
Klasičtí esencialisté věřili, že v esencialismu jsou i špatné činy jako například vražda. Ta ničí univerzální, objektivní a přirozený mravní zákon. Moderní esencialisté zastávají názor, že dobro a zlo jsou jen hranice, které si každý staví sám.

## Esencialismus v biologii
Před tím, než společnost přijala teorii evoluce, existoval esenciální pohled na biologii zastávající názor, že průběhu času se žádný druh nemění. Někteří náboženští odpůrci teorie evoluce stále zastávají esenciální pohled na život, ale tento názor byl částečně vyvrácen poté, co Charles Darwin publikoval svou teorii o původu druhů.

## Esencialismus ve feminismu
Esencialismus se využívá ve feministických článcích. Ženy podle něj mají esenciální podstatu (například starostlivost u žen oproti agresivitě a sobeckosti u mužů) a tím se od sebe obě pohlaví liší.
Teorie esencialistického genderu říkají, že existuje objektivní podstata mužství a ženství. Podstata ženství je typická pro všechny ženy a podstata mužství je vlastní všem mužům. Esencialismus přehlíží jinakost v mužském a ženském světě. Vyhraněnou formou esencialismu je biologický determinismus. Jeho zastánci tvrdí, že život lidského jedince je určen výhradně jeho biologickou podstatou, která je výsledkem evoluce.
Esencialismus ve feminismu je také kritizován proto, že se zaměřuje pouze na podstatu věcí. Podstata věcí je však neměnná a esencialismus nebere v potaz socializaci jednotlivých jedinců.

## Kritika esencialismu
Hlavním problémem esencialismu je hledání základů pro celou teorii, která je postavena na rozeznávání objektů. Esencialismus je kritizován jako v jádru lingvistický, protože se celý opírá jen o způsob, jakým se věci popisují.
Karl Popper označil esencialismus jako "logickou chybu". Podle něj nemají smysl vážné debaty o slovech a jejich významu a vážně je třeba brát jen fakta a tvrzení o nich. Zároveň kritizuje přesvědčení, že vědecká práce usiluje o definitivní vysvětlení jevu. (To souvisí s představou esencí jako podstatných skutečností za pozorovatelnými jevy. Nalezne-li vědec tuto esenci, ví o zkoumaném vše a další bádání ztrácí smysl). Podle Poppera ale vědecký výzkum nikdy nekončí a je důležité nepokládat otázky ptající se po podstatách jevů, ale po příčinách a zákonitostech, což esencialismus nesplňuje. 

## Esencialismus na příkladu vztahu k rase
Podle antropologa Lawrence Hirschfelda lze názory na rasu rozdělit na esencialistické a konstrukcionistické. Esencialisté tvrdí, že rasa je součástí podstaty každého člověka. O esencialismus se velmi často opírá rasismus. Hirschfeld na druhou stranu zastává názor, že děti jsou programovány k tomu, aby se řídily právě esencialistickým postojem pro klasifikaci lidí. Tento postoj je silně podporovaný kulturním zázemím, nazýváme ho psychologický esencialismus.